# 楊達
楊 達（よう たつし、Yang Da、1961年 - ）は、北京市出身の中国語学者。専門は中国語文法と第二言語習得。父親は楊為夫、母親は陳文芷。名前の日本語読みは本来であれば「よう・たつ」となるが、日本では日本語風に「よう・たつし」と名乗っている。

## 来歴
1992年3月、早稲田大学文学研究科修士課程修了。成城大学文芸学部専任講師・助教授を経て、早稲田大学教授。東京大学非常勤講師。早稲田大学中国語教育総合研究所長。2008年、大学発ベンチャー企業として「株式会社空間概念研究所」を設立し、ICTを用いた学習教材などを開発している。
中国語の教育者として、NHKに出演している。2007年度4月以降は、NHKラジオ中国語講座応用編、NHKテレビ中国語会話双方に出講している。
東大の授業ではチャイニーズジョークを頻発する。

## 教育
ICTを活用した学習ツール「DIG」は、65時間の学習時間で中国語検定4級を取得できるという定評がある。

## 著書
- 『中国語ゼミ中級コースvol.3』（共著）ベネッセコーポレーション、1998年
- 『パワーアップドリルvol.3』（共著）ベネッセコーポレーション、1998年
- 『聞こえる中国語初級練習帳』（共著）南雲堂、1999年
- 『聞こえる中国語初級テキスト』（共著）南雲堂、1999年
- 『音で覚える中国語会話特訓』（共著）同学社、2002年
- 『パソコンで学ぶ中国語－これで万全！』（共著）南雲堂、2004年
- 『書いて覚える中国語―文法ドリル初級編』（共著）早稲田大学文学部、2005年
- 『楊達流中国語聴解ドリル』アルク、2008年